# Pontoise-lès-Noyon
Pontoise-lès-Noyon település Franciaországban, Oise megyében. Lakosainak száma 438 fő (2022. január 1.). Pontoise-lès-Noyon Caisnes, Carlepont, Cuts, Morlincourt, Noyon, Sempigny és Varesnes községekkel határos.

## Népesség
A település népességének változása:
| Lakosok száma | 473  | 468  | 459  | 454  | 451  | 453  | 450  | 438  |
|               | 2013 | 2015 | 2017 | 2018 | 2019 | 2020 | 2021 | 2022 |